# 下奧澤里亞納

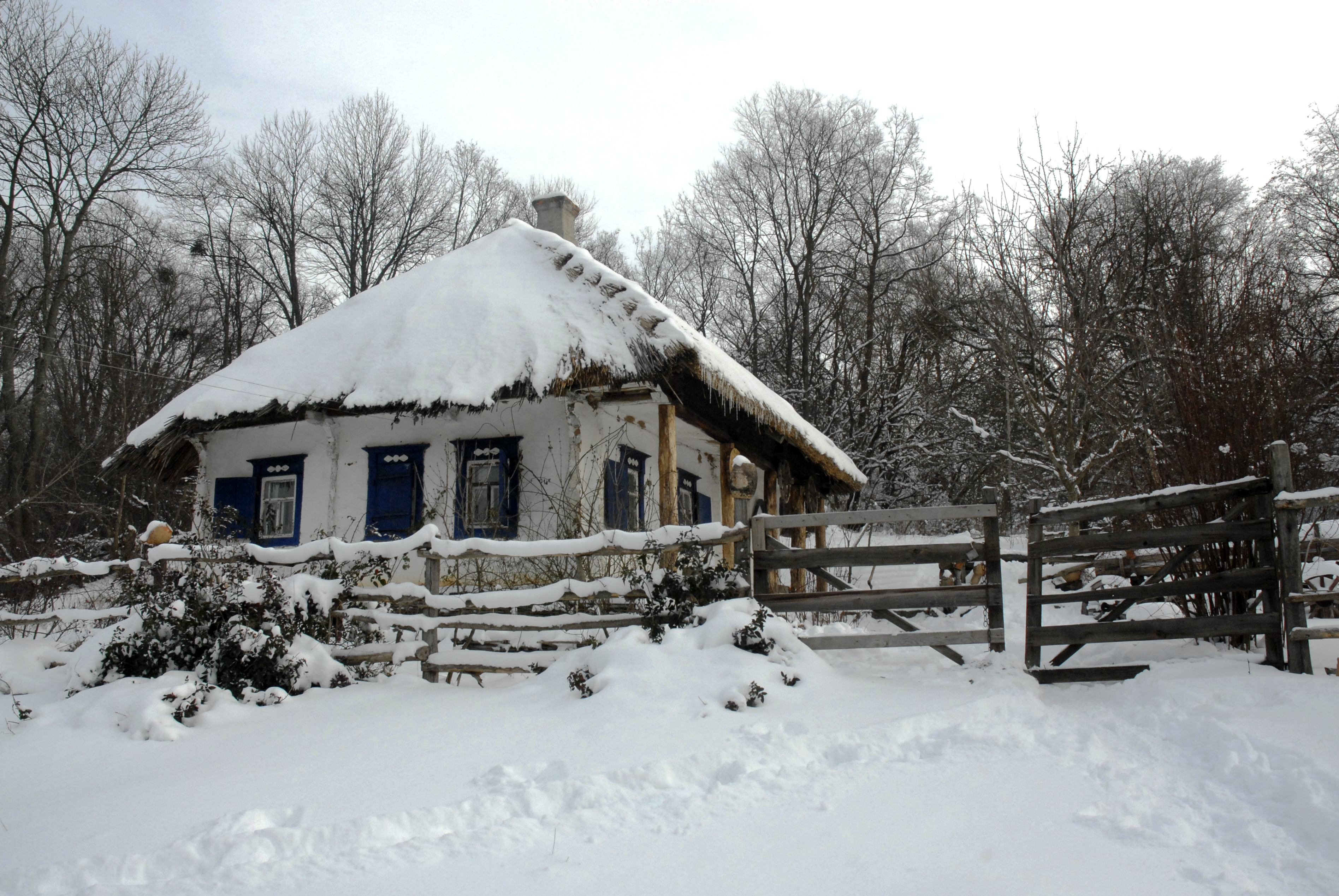

49°49′5″N 36°0′58″E / 49.81806°N 36.01611°E
下奧澤里亞納（烏克蘭語：Нижня Озеряна）是位於烏克蘭東部的村莊，由哈爾科夫州哈爾科夫區的梅雷法市鎮負責管轄。該村始建於1864年，面積0.28平方公里，海拔高度131米，2001年人口163，人口密度每平方公里582.1人。